# Эру, Поль
Поль-Луи-Туссен Эру (фр. Paul-Louis-Toussaint Héroult) (10 апреля 1863 года, Тюри-Аркур, департамент Кальвадос, Франция — 9 мая 1914 года, близ Антиба) — французский инженер-химик. Изобрёл способы электролиза алюминия и электрической выплавки стали.

## Биография и карьера

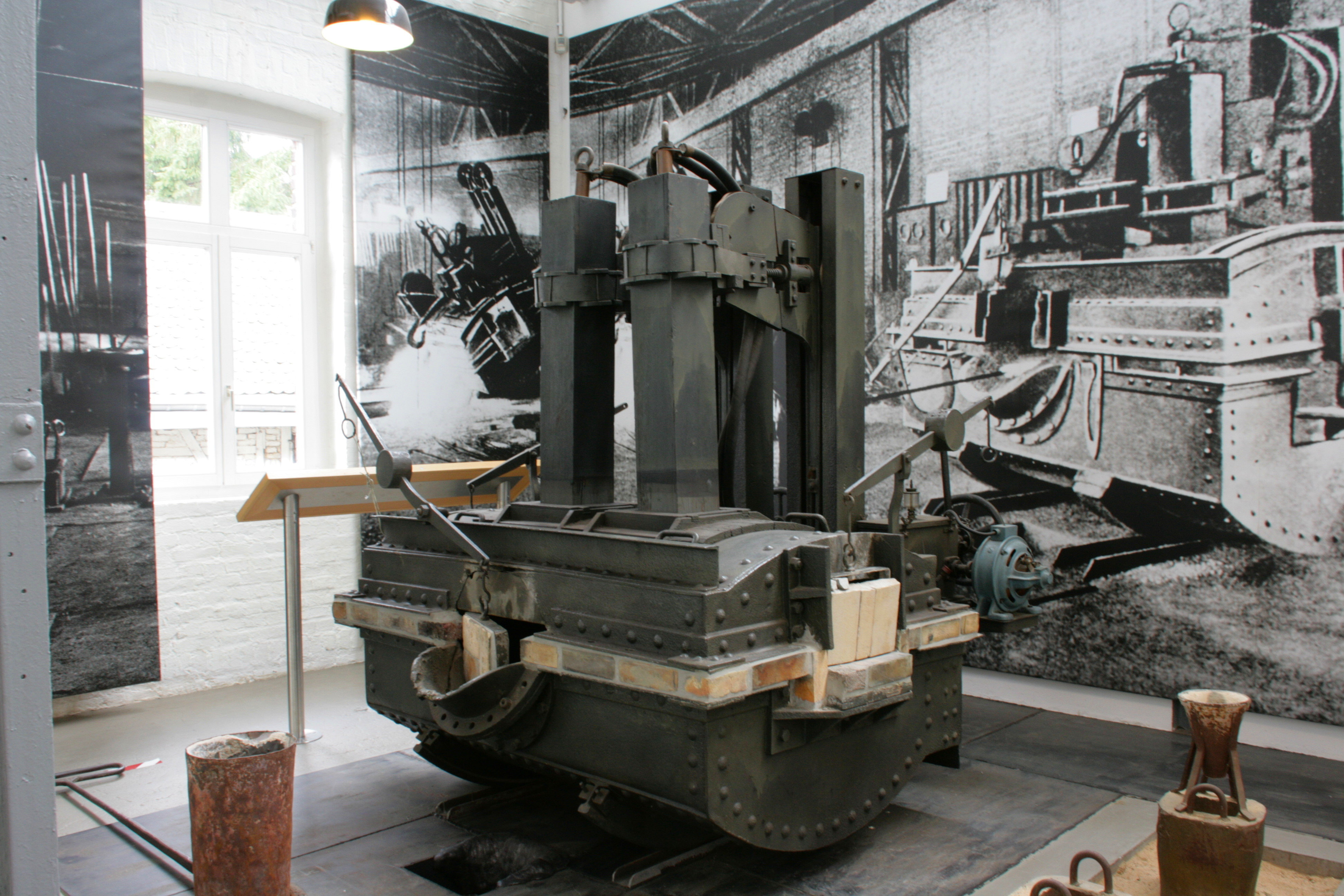
Дуговая сталеплавильная печь прямого действия конструкции Поля Эру. В Немецком музее инструментов (нем.), Ремшайд, Германия

Родился 10 апреля 1863 в Тюри-Аркуре (департамент Кальвадос). В 1882 году поступил в Горную школу в Париже. В начале 1886 года изобрёл метод промышленного получения алюминия электролизом криолитно-глинозёмного расплава. Вопреки распространенному мнению американский химик Ч. Холл только подал на патент в 9 июля 1886 г., тогда как Поль Эру получил свой патент уже 23 апреля 1886 года. В 1889 году Эру сконструировал электродуговую печь для выплавки стали, названную его именем и получившую распространение сначала в Европе, а затем во всем мире.
В 1888 году было налажено промышленное производство алюминия на заводе в Нойхаузен-ам-Райнфалль (Швейцария), а в 1889 открыт алюминиевый завод во Фроже (Франция), директором которого стал Эру.
Поль Эру известен и другими крупными изобретениями, среди которых и самоподдерживающие течение каналы, используемые для водоснабжения водой с горных высот и через реки к гидравлическим электростанциям, что устраняет необходимость создания дорогостоящих мостов.
Поль Эру умер на борту собственной яхты в Средиземном море около Антиба 9 мая 1914 года.